# 徐任生
徐任生（1931年—），男，江苏金坛人，中国有机化学家，曾任中国科学院上海药物研究所研究员、博士生导师。